# 1970

## Події
- 1 січня — Бельгія розпочала головування в Раді ЄС[1].
- 12 квітня — на сцені Національної опери України дав свій перший концерт Оркестр Народних Інструментів України
- Вийшла друком 6-та редакція американського підручника з внутрішніх хвороб Основи внутрішньої медицини за ред. Т. Гарісона.
- б/д — угон АН-24 в Тбілісі
- 1 липня — Федеративна Республіка Німеччина розпочала головування в Раді ЄС[1].
- 15 грудня — спусковий модуль, що відділився від радянської космічної станції «Венера-7», здійснив посадку на Венеру і став першим літальним апартом, який досягнув поверхні планети Сонячної системи.

### Катастрофи
- 13 листопада в результатті дії надзвичайно потужного циклону, котрий рухався зі швидкістю до 160 км/год і викликав гігантські океанські хвилі та тривалі дощі, що привели до повені в дельті Гангу, на південному узбережжі Східного Пакистану (нині — Бангладеш) загинуло майже півмільйона людей. Це найбільша природна катастрофа 20-го століття, спричинена циклоном.

## Народились
Дивись також Категорія:Народились 1970
- 13 січня - Чаплінський Володимир, активіст Євромайдану.
- 26 січня — Михайло Добкін, український політик, колишній голова Харківської облдержадміністрації.
- 27 січня — Олександр Годинюк, український хокеїст.
- 2 лютого — Наталія Шелепницька, українська оперна співачка.
- 3 лютого - Ворвік Девіс, англійський актор, телеведучий, письменник, режисер, комік і продюсер.
- 14 лютого — Олег Синютка, український політик, народний депутат України IX скликання.
- 20 лютого — Вадим Пристайко, український дипломат.
- 7 березня - Рейчел Вайс, британська та американська акторка, модель, нараторка аудіокниг та кінорежисерка.
- 9 березня: 
  - Наумов Володимир, український громадянин, позапартійний. Активіст самооборони Майдану. Герой України.
  - Марина Поплавська, українська акторка, учасниця проєктів «Дизель Студіо».
- 14 березня — Віталій Литвиненко, український хокеїст.
- 20 березня — Олександр Третьяков, український політик.
- 6 квітня — Ірина Білик, українська співачка.
- 19 квітня:
  - Олег Михайлик, український військовий діяч.
  - Луїс Міґель, мексиканський співак.
- 25 квітня - Джейсон Лі, американський кіноактор, а також професійний скейтбордист.
- 29 квітня:
  - Ума Турман, американська акторка.
  - Андре Агассі, американський тенісист.
- 5 травня - Блаженніший Святослав, Отець і Глава Української греко-католицької церкви.
- 18 травня - Тіна Фей, американська акторка, кіно- та телепродюсерка, шоуранерка, письменниця (сценарії, лібрето, автобіографії), комік.
- 22 травня — Наомі Кемпбелл, топ-модель, акторка.
- 24 травня — Геннадій Корбан, український державний і політичний діяч, бізнесмен.
- 9 червня — Ірина Сказіна, українська співачка, заслужена артистка України.
- 11 червня — Анжеліка Рудницька, українська співачка, телеведуча, художниця.
- 16 червня — Марія Бурмака, українська співачка, Народна артистка України.
- 21 червня — Тарас Чубай, український автор-виконавець, рок-музикант та композитор.
- 12 липня — Владислав Ряшин, український та російський продюсер, телевізійний менеджер.
- 15 липня — Павло Розенко, український експерт з питань соціальної політики, громадський та політичний діяч.
- 19 липня - Пехенько Ігор, учасник Євромайдану.
- 23 липня — Геннадій Орбу, український футболіст.
- 24 липня — Артем Франков, український спортивний журналіст, головний редактор журналу «Футбол».
- 30 липня - Крістофер Нолан, англійський кінорежисер, сценарист і продюсер.
- 6 серпня: 
  - Точин Роман, активіст Євромайдану.
  - М. Найт Ш'ямалан, режисер («Шосте чуття», «Таємничий ліс»).
- 7 серпня — Влада Литовченко, громадський діяч, «Міс Україна-1995».
- 11 серпня — Джанлука Пессотто, італійський футболіст.
- 13 серпня — Алан Ширер, англійський футболіст.
- 20 серпня: 
  - Фред Дерст, американський вокаліст, учасник гурту Limp Bizkit.
  - Павлюк Олександр, генерал-лейтенант Збройних сил України.
  - Володимир Світо, білоруський хокеїст.
- 24 серпня 
  - Клаудія Шиффер, німецька топ-модель, акторка.
  - Юрій Горбунов, український телеведучий, шоумен, актор.
- 30 серпня — Олександр Ягольник, український продюсер, композитор.
- 5 вересня — Олексій Рижов, російський співак. Відомий як учасник гурту «Дискотека Авария».
- 12 жовтня - Кірк Кемерон, американський актор, євангеліст і телеведучий.
- 27 жовтня — Руслана Таран, українська спортсменка.
- 29 жовтня — Едвін ван дер Сар, нідерландський футболіст.
- 7 листопада 
  - Марк Россе, швейцарський тенісист.
  - Олег Панюта, журналіст, ведучий телеканалу «Ми — Україна».
- 14 листопада — Зорян Шкіряк, український політичний та громадський діяч.
- 17 листопада 
  - Олена Кондратюк, український політик, заступник Голови Верховної Ради України IX скликання.
  - Андрій Кокотюха, сучасний український письменник-белетрист.
- 3 грудня — Олена Пінчук, голова Фонду Олени Пінчук, донька Леоніда Кучми.
- 14 грудня — Анна Марія Йопек, польська співачка, музикант і продюсер.
- 18 грудня — DMX, американський репер і актор.
- 29 грудня — Григорій Місютін, український гімнаст.

## Померли
Див. також Категорія:Померли 1970
- 16 червня — Лонні Джонсон (справжнє ім'я Алонсо Джонсон), американський блюзовий музикант (нар. 1899).
- 25 вересня — Еріх Марія Ремарк, німецький письменник.
- 4 жовтня — Дженіс Джоплін, визнана королева блюзу й рок-н-ролу.
- 10 листопада — Фірцак Іван Федорович, український боксер, найсильніша людина планети у 1928 році.

## Нобелівська премія
- з фізики: Ганнес Альфвен — «За фундаментальні роботи й відкриття в магнітній гідродинаміці й плідні застосування їх у різноманітних галузях фізики»; Луї Неель — «За фундаментальні праці й відкриття, що стосуються антиферомагнетизму й феромагнетизму, які спричинили важливі застосування в області фізики твердого тіла»
- з хімії: Луїс Федеріко Лелуар — «За відкриття першого цукрового нуклеотида і дослідження його функцій в перетворенні цукру і в біосинтезі складних вуглеводів»
- з медицини та фізіології: Джуліус Аксельрод,  Ульф фон Ейлер та Бернард Кац — «За відкриття, що стосуються гуморальних посередників у нервових закінченнях, механізмів їхнього збереження, виділення та інактивації»
- з економіки: Пол Самуельсон — «За наукову роботу, що розвинула статичну і динамічну економічну теорію і зробила внесок в підвищення загального рівня аналізу в галузі економічної науки»
- з літератури: Солженіцин Олександр Ісайович
- премія миру: Норман Борлоуг — «За внесок у вирішення продовольчої проблеми, і особливо за здійснення "зеленої революції"»

## Державна премія СРСР
- Бурачек Всеволод Германович

## Державна премія УРСР в галузі науки і техніки
- Починок Віктор Якович